# Bóbr
```
Bóbr
 (
tiếng Séc
: 
Bobr
, 
tiếng Đức
: 
Bober
, 
liên_kết=| Về âm thanh này
 
German pronunciation
ⓘ
) là một 
dòng sông
 chảy qua phía bắc 
Cộng hòa Séc
 và phía tây nam 
Ba Lan
, một nhánh bên trái của sông 
Oder
.
[
1
]
```

## Dòng chảy
Bóbr có chiều dài 279 kilômét (173 mi) (3 km ở Cộng hòa Séc, 276 km ở Ba Lan, con sông dài thứ 10 ở Ba Lan) và diện tích lưu vực là 5.874 kilômét vuông (2.268 dặm vuông Anh) (44 km vuông ở Cộng hòa Séc và 5,830 km vuông ở Ba Lan). Nó bắt nguồn từ một sườn dốc của dãy núi Rýchory ở phía đông nam của dãy Krkonoše. Nguồn này nằm gần ngôi làng nhỏ Bobr của đô thị Žacléř ở vùng Hradec Králové của Séc. Song song với nhánh sông Lusatian Neisse của Oder ở phía tây, nó chảy về phía bắc từ khu vực Bohemian đến Silesia liền kề.
Ngay sau khi dòng sông đi qua biên giới Ba Lan ởNiedamirów và chạy Tây Bắc qua thung lũng Jelenia Góra của Western Sudetes để đến đập của Pilchowice và xuống dốc vào đồng bằng Lower Silesia, đi qua các thị trấn Jelenia Góra, Bolesławiec, Szprotawa, và Zagan, nơi dòng sông Kwisa song song nối với nó. Dòng sông cuối cùng chảy vào Oder gần thị trấn Krosno. Không thể điều hướng cho toàn bộ chiều dài của nó, nó là một điểm đến phổ biến để chèo thuyền.

## Lịch sử
Kể từ thời Trung cổ, dòng sông Bóbr thấp hơn ở phía bắc Żagań và ngã ba Kwisa đã đánh dấu biên giới giữa các khu vực lịch sử của Silesia ở phía đông và Hạ Lusatia ở phía tây. Sau năm 937, vua Otto I của Đức đã thành lập Saxon East March trên vùng đất do người Polabian Slavs định cư, Margrave Gero cho đến năm 963 khi khuất phục vùng đất Lusatian tới biên giới với Ba Lan (Civitas Schinesghe). Sau cái chết của Gero năm 965, dòng sông là biên giới phía đông được chỉ định của Tháng ba Lusatia mới được tạo ra trong Đế chế La Mã thần thánh.
Chủ quyền lãnh thổ của Ba Lan đã được Hoàng đế Otto III thừa nhận cho Công tước Bolesław I Chrobry tại Đại hội Gniezno năm 1000. Tuy nhiên, Bolesław đã đưa ra yêu sách đối với vùng đất phía tây Bóbr, mà ông tạm thời có được Hiệp ước Bautzen 1018. Sau khi Hoàng đế Conrad II chiếm lại lãnh thổ cho đến năm 1031, hiện trạng đã được khôi phục.
Con sông đã trở thành một biên giới nội bộ, khi vị vua của Luxembourg là Johann của Bohemia từng bước lệ thuộc các công tước Piast của Silesia và kết hợp các vùng đất của họ với sự đồng ý của vua Kazimierz III của Ba Lan bởi 1335 Hiệp ước Trentschin, nơi mà sau đó cả Lusatia ở phía tây và Silesia ở phía đông đã trở thành Vùng đất của Bohemian Crown.
Trong Hội nghị Potsdam năm 1945, các đồng minh phương Tây đã nhanh chóng ủng hộ một biên giới Ba Lan-Đức dọc theo các sông Oder, Bóbr và Kwisa, nhưng đã bị Joseph Stalin từ chối, người đã cam kết với dòng Oder-Neisse.

## Thị trấn

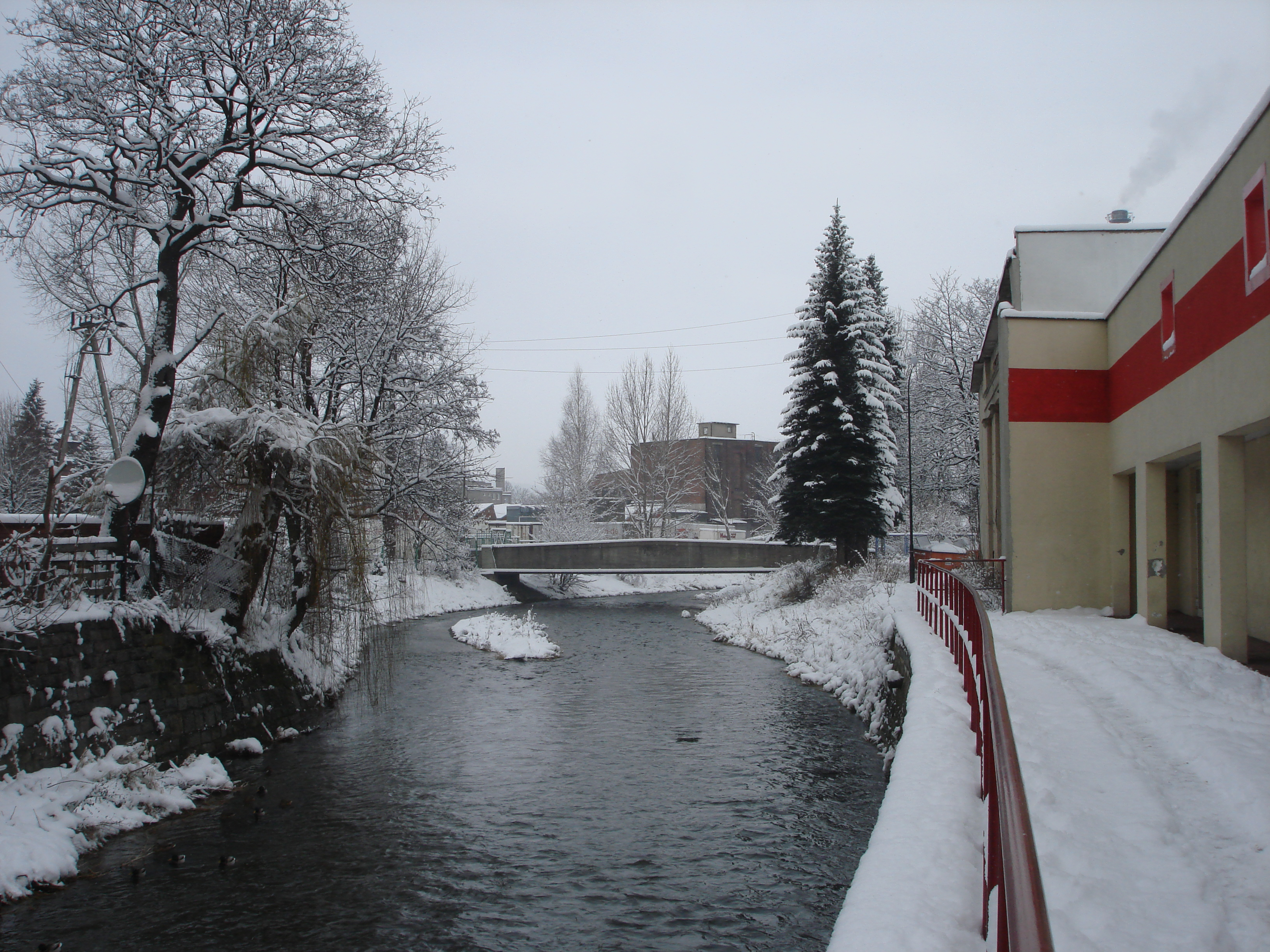
Bóbr ở Kamienna Góra

- Lubawka
- Kamienna Góra
- Jelenia Góra
- Wleń
- Lwówek Śląski
- Bolesławiec
- Szprotawa
- Malomice
- Żagań
- Bây giờ là Bobrzański
- Krosno Odrzańskie

## Đập Bóbr

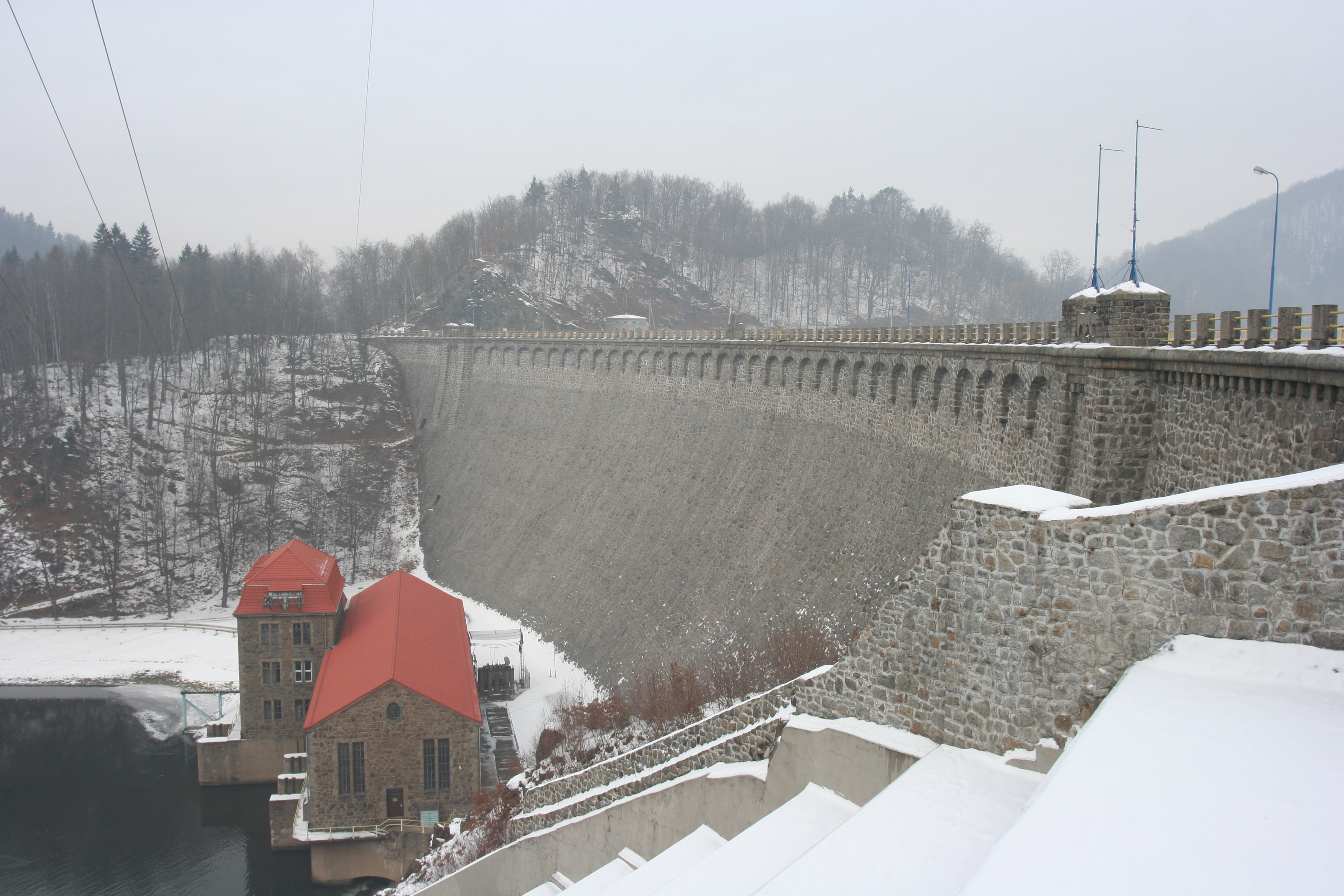
Đập Pilchowice

Đập Pilchowice (tiếng Ba Lan: Jezioro Pilchowickie, Tiếng Đức: Talsperre Mauer) được xây dựng từ năm 1904 đến 1912 tại dãy Krkonoše phía bắc gần Jelenia Góra. Từ đó nó là con đập lớn nhất ở châu Âu, vượt qua cả đập Urft được xây dựng vào năm 1905, nó đã tạo ra một hồ chứa khoảng 4 km (2,5 mi) chiều dài.
Cấu trúc khối xây được xây dựng trên cơ sở Gneiss theo Nguyên tắc Intze. Được trang bị tua-bin Francis do các nhà sản xuất Voith và Siemens-Schuckert và AEG sản xuất, nhà máy thủy điện cung cấp khoảng 20.000.000 kwh mỗi năm, với công suất 7.585   kw